# Bodrogköz

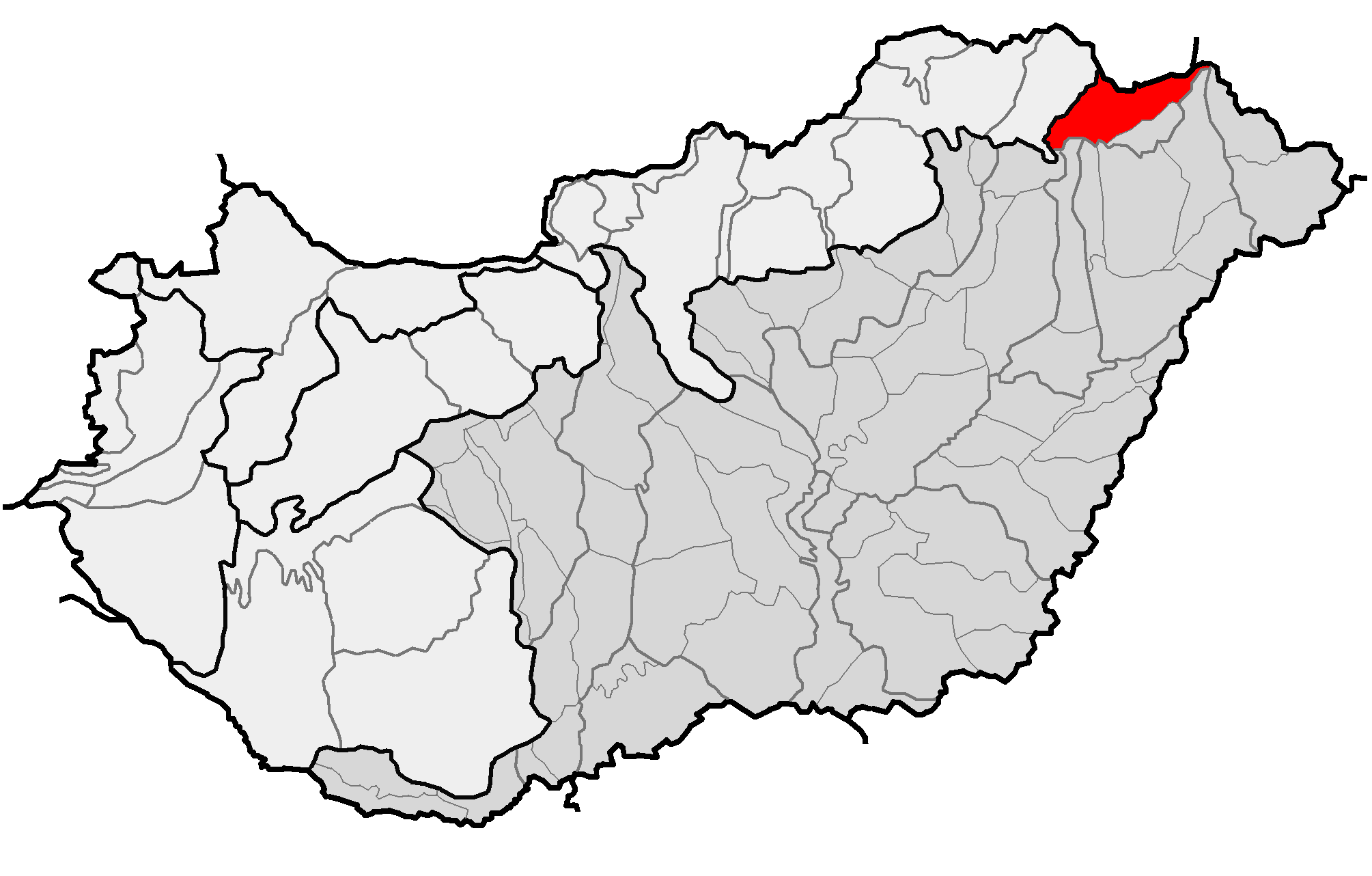
Południowa część Bodrogköz-u w obrębie Węgier

Bodrogköz (słow. Medzibodrožie) - niewielka kraina geograficzna na pograniczu wschodniej Słowacji i wschodnich Węgier, część Wielkiej Niziny Węgierskiej. Równina na wysokości 95–128 m n.p.m., ograniczona dolinami rzek Bodrog i Latorica na północy oraz doliną Cisy na południu. Dawniej Bodrogköz stanowił wielką wspólną terasę zalewową tych rzek, pełną bagien, starorzeczy i rozlewisk. Obecnie, po wielkich pracach melioracyjnych na Nizinie Wschodniosłowackiej i po regulacji Cisy, teren został osuszony. Zajmują go głównie pola uprawne i sady, urządzone na żyznych glebach aluwialnych. Nad brzegami rzek i starorzeczy zachowały się reliktowe lasy wierzbowe. Po południowej stronie Cisy leży podobna, mniejsza kraina zwana Rétköz.
Bodrogköz był jednym z pierwszych regionów podbitych przez Węgrów po inwazji na Kotlinę Panońską - na początku IX wieku. Do dziś jest zamieszkany niemal wyłącznie przez Węgrów. Głównymi miastami regionu są Sárospatak i Sátoraljaújhely.